# Mysteriet på Oak Island
Mysteriet på Oak Island syftar på utsagor om en nedgrävd skatt och andra okända objekt på Oak Island i Nova Scotia, Kanada. Vid flera tillfällen har man försökt hitta skatten och de andra föremål som påståtts finnas på ön. Bland annat sägs Marie Antoinettes juveler, manuskript av William Shakespeare och olika religiösa föremål finnas bland artefakterna.
I en tidig utgrävning ska man ha hittat en rektangulär sten med en mystisk inskription ett trettiotal meter under jorden. Inskriptionen tolkades och översattes såsom: "Ten feet below are two million pounds buried" ("Tio fot ned är två miljoner pund begravda"). A.T. Kempton översatte dock texten såsom "Forty feet below, two million pounds lie buried" ("Fyrtio fot ned ligger två miljoner pund begravda"). Denna översättning är däremot inte verifierad och originalstenen är numera försvunnen.